# Maria Freytag
Maria Freytag, född 1835, död 1873, var en polsk ballerina. 
Hon var engagerad vid baletten på Nationalteatern, Warszawa, 1844–1863. Hon tillhörde sin samtids mer uppmärksammade artister.  